# سفيان فيغولي
سفيان فغولي من مواليد 26 ديسمبر عام 1989 في لوفالوا-بيري، إيل دو فرانس، فرنسا، هو لاعب كرة قدم جزائري يلعب في نادي امانة بغداد العراقي في الدوري العراقي الممتاز . وفي 13 جويلية 2010 إنتقل سفيان إلى نادي فالنسيا الإسباني ثم إنتقل إلى وست هام يونايتد الإنجليزي سنة 2016 في صفقة انتقال حر بعد انتهاء عقده مع نادي فالنسيا الإسباني وفي 2017 تعاقد مع نادي غلطة سراي التركي
لعب سفيان فيغولي أول مباراة دولية مع منتخب الجزائر في 29 فبراير 2012 ببانجول ضد منتخب غامبيا في إطار تصفيات كأس الأمم الأفريقية 2013 والتي إنتهت بفوز الجزائر 2 - 1 وكان فيغولي صاحب هدف الفوز الثاني.

## بداية مشواره
لم تكن انطلاقة سفيان فيغولي الكروية سهلة بعدما تنقّل بين عدة أندية كلاعب شاب حيث بدأ مشواره مع نادي النجم الأحمر في 1998 قبل أن ينتقل إلى نادي باريس بعد خمس سنوات واستقر مع نادي غرونوبل الذي شهد انطلاقته الحقيقية كلاعب محترف عام 2007 بعدما لعب في صفوف فرق الشباب بالنادي.
شارك فيغولي في مباراته الرسمية الأولى مع نادي غرونوبل مع نهاية موسم 2006 - 2007 في الدرجة الثانية في فرنسا عندما كان في السابعة عشر من العمر قبل أن يحصل على دور أكبر في الموسم التالي حيث حصل على لقب «زيدان الجديد» وهو ما ترجمه بالتألق على أرض الملعب بعدما شارك في 26 مباراة وسجل ثلاثة أهداف ليقود فريقه إلى التأهل لمصاف دوري الدرجة الأولى التي شارك فيها في الموسم التالي وساهم ببقاء فريقه في دوري الأضواء.

## مسيرته الاحترافية

### الانتقال من فرنسا إلى إسبانيا
ولكن طموح اللاعب الشاب الكبير تلقى ضربة موجعة بتعرضه لإصابة في ركبته اليمنى أبعدته عن الملاعب معظم موسم 2009 - 2010 لينتهي بذلك مشواره في الملاعب الفرنسية لينتقل إلى إسبانيا بعدما تلقى عرضاً من نادي فالنسيا في الموسم التالي.
وبعد شفائه من الإصابة وتجربة قصيرة على سبيل الإعارة مع نادي ألمرية، عاد فيغولي بقوة إلى الملاعب حيث أصبح أحد أعمدة نادي فالنسيا في السنوات الثلاث الأخيرة وتألق مع الفريق في الدوري المحلي إلى جانب مشاركته الفاعلة في دوري أبطال أوروبا والدوري الأوروبي.

### الانتقال إلى الدوري التركي
أعلن اللاعب الدولي الجزائري سفيان فيغولي في أغسطس 2017 عن مغادرته لفريق واست هام الإنكليزي متجهاً نحو العاصمة التركية إسطنبول للانضمام لنادي غلطة سراي التركي.

### فيغولي مع الجزائر
لم يذهب تألق فيغولي مع نادي فالنسيا سدى حيث لفت أنظار مسؤولي الإتحادية الجزائرية لكرة القدم إلى موهبته، وبالفعل تم التواصل معه وشارك في مباراته الدولية الأولى مع المنتخب الجزائري في فبراير/شباط 2012 بمواجهة غامبيا ضمن تصفيات كأس الأمم الأفريقية 2013 وسجل هدف الفوز في المباراة.
اختير فيغولي بعد ذلك أفضل لاعب في الجزائر بعدما حصل على الكرة الذهبية الجزائرية لعام 2012 وواصل تألقه مع المنتخب الجزائري حيث شارك صاحب القميص رقم 10 في مباريات الخضر الثلاث ضمن كأس الأمم الأفريقية 2013 بينما لعب دوراً مهماً في وصول محاربي الصحراء إلى البرازيل 2014 بعدما لعب في سبع مباريات سجل خلالها ثلاثة أهداف. وشارك في كاس العالم مع الجزائر في مونديال البرازيل وتاهل ولاول مرة في تاريخ الجزائر إلى الدور الثاني وواجه بطل العالم ألمانيا وخسر ضده بعد الوقت الإضافي. وأيضا شارك في نهائيات كاس أفريقيا 2015 ولكن كانت مشاركة ضعيفة حيث اقصي في الدور الثاني

## الجوائز والانجازات

### الفردية
- الكرة الذهبية الجزائرية: 2012 [3]

- دي.زاد.فوت الذهبي: 2012
- أفضل لاعب عربي محترف في اروبا 2012 في استفتاء «مجلّة الأهرام العربي» المصرية [4][5]
- أفضل لاعب عربي 2013  في استفتاء برنامج «صدي الملاعب» التابع لقناة ام بي سي [6][7]
- أفضل لاعب إفريقي في كاس العالم 2014 في استفتاء مجلة «جون أفريك» الفرنسية [8][9][10]
- افضل رياضي جزائري 2014 من طرف اللجنة الأولمبية والرياضية الجزائرية [11][12]
- أفضل لاعب أفريقي في الدوري الأسباني موسم 2014- 2015 [13][14]
- الجماعية
- الدوري التركي (2): 2017 _ 18 و 2018 _19
- كأس تركيا (1): 2019
- كأس السوبر التركي (1): 2019
- كأس أمم إفريقيا (1):2019